# Peter Walser
Peter Walser (* 25. August 1871 in Seewis im Prättigau; † 4. September 1938 in Chur) war ein Schweizer reformierter Geistlicher.

## Leben

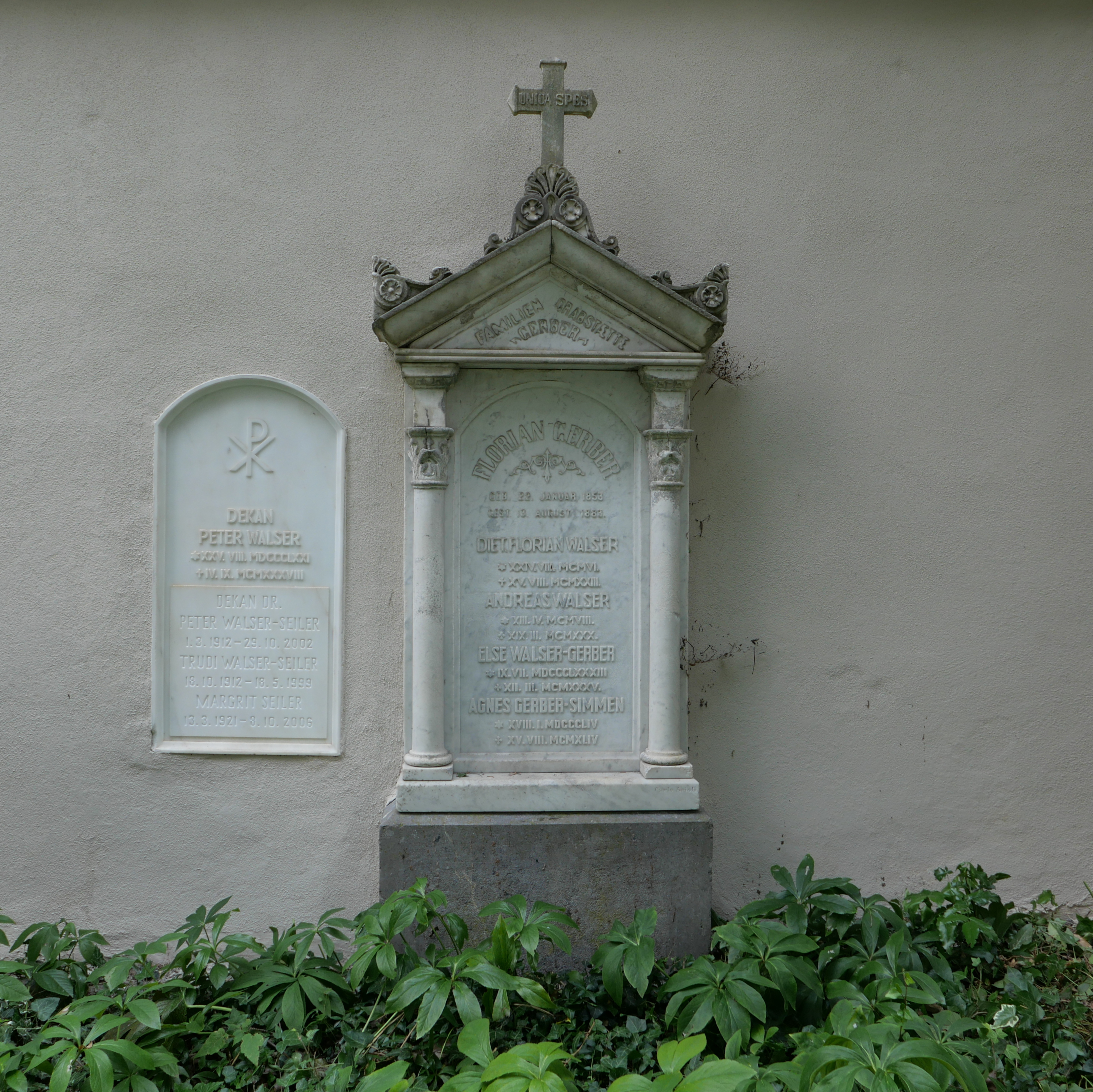
Walsers Familiengrab auf dem Friedhof Daleu in Chur.

Peter Walser wurde 1871 in Seewis im Kanton Graubünden, geboren. Nachdem er dort die Primarschule  besucht hatte, wechselte er an die Bündner Kantonsschule in Chur. Nach der Matura studierte er evangelische Theologie an den Universitäten Basel, Berlin und Zürich. Am 30. Juni 1895 nahm ihn die evangelisch-rätische Synode in Ilanz auf, womit er die Erlaubnis erhielt, im Freistaat der Drei Bünde als Pfarrer tätig zu sein. Noch im gleichen Jahr übernahm die Pfarrstelle in Pontresina. 1902 wechselte er an  die Churer Martinskirche und  wurde Leiter der kantonalen gemeinnützigen Gesellschaft. Nebenbei unterrichtete er Religion,  widmete sich dem Schulwesen und wurde Schulleiter und Präsident des Schulrats. 1922 zum Synodendekan ernannt, setzte man ihn als Präsidenten des Protestantisch kirchlichen Hilfsvereins Graubünden ein. In diesem Amte weihte Walser 1926 die neuerbaute Kirche in Landquart GR ein. Mit Jakob Rudolf Truog, Peter Paul Cadonau und Christian Michel gehörte er zu den aktivsten Gegnern des Frauenpfarramts. Namentlich bekämpfte er 1931 die Wahl von Greti Caprez-Roffler zur Seelsorgerin von Furna. Die Pfarrtätigkeit in Chur betrieb er bis zu seinem Tod 1938.

## Werke
- Antrittspredigt gehalten in Pontresina, den 14. Juli 1895 (Samedan 1895)
- Gaben und Aufgaben der Reformation (Chur 1904)
- Erklärung der Berg- und Talnamen des Engadins (Chur 1912)
- Einweihung der St. Martinskirche zu Chur. Predigt, gehalten am 25. Mai 1919 (Chur 1919)
- Bettag 1919. Predigt über Gal 6.2 gehalten zu St. Martin in Chur (Chur 1919)